# Concanos
Los concanos era una de las tribus existentes en la Cantabria antigua. Su capital era la ciudad de Concana, que el geógrafo alejandrino Ptolomeo la sitúa en el mismo meridiano que Julióbriga, siendo la ciudad más septentrional de Cantabria según este. 
Actualmente su situación es desconocida. Algunos autores han señalado su relación con el topónimo Santillana, de ahí que sitúen su presencia próxima a Santillana del Mar. Para otros aunque para pudiese estar localizada en Liébana, cerca del actual pueblo de Congarna, ya que los datos aportados por Ptolomeo pudieran ser erróneos debido a la concepción especial del mapa de Cantabria que este poseía. Y quizás aun también, esté implicado en el término de origen céltico que identificaba a los Cornecanos, vecinos del antiguo valle de Cabuérniga
En las Odas de Horacio publicadas en Roma en el año 23 a. C. se señala que, entre las costumbres en extremo bárbaras que singularizan a los Concanos, destaca su afición a beber ávidamente sangre de caballo como rito enmarcado entre los muchos sacrificios que al dios de la guerra hacían
Esta tribu cántabra es mencionada por Silio Itálico (Punica III, 360-361) al contar que acompañaron a Aníbal en la segunda guerra púnica y Horacio (Carmina. III 4, 34) canta al concano ebrio de sangre de caballo, la cual era mezclada con leche en sus ritos guerreros y bebida hasta el desvanecimiento:

Utcumque mecum vos eritis, libens

insanientem nauta Bosphorum

temptabo et urentis harenas

litoris Assyrii viator,

visam Britannos hospitibus feros

et laetum equino sanguine Concanum,

visam phaeretratos Gelonos

et Scythicum inviolatus amnem.

Horacio. Carm. III 4. v29-36

Se les ha relacionado con los coniacos, pensándose que se trata de la misma tribu.